# Korfia
Korfia är ett släkte av svampar. Korfia ingår i familjen Hemiphacidiaceae, ordningen disksvampar, klassen Leotiomycetes, divisionen sporsäcksvampar och riket svampar.
|        | Didymascella                    |
|        |                                 |
|        | Rhabdocline                     |
|        |                                 |
|        | Heyderia                        |
|        |                                 |
|        | Sarcotrochila                   |
|        |                                 |
| Korfia | \| \| Korfia tsugae \| \| \| \| |
|        | \| \| Korfia tsugae \| \| \| \| |
|        | Chlorencoelia                   |
|        |                                 |
|        | Fabrella                        |
|        |                                 |
|        | Rhabdogloeum                    |
|        |                                 |
|        | Meria                           |
|        |                                 |
|        | Korfia tsugae                   |
|        |                                 |

|  | Korfia tsugae |
|  |               |